# وزارة الدفاع مركز الجرائم الإلكترونية
تم تعيين مركز الجرائم الإلكترونية التابع لوزارة الدفاع ( DC3 ) كمركز فيدرالي عبر الإنترنت من خلال التوجيه الرئاسي للأمن القومي رقم 54 / التوجيه الرئاسي للأمن الوطني رقم 23 ،  باعتباره مركزًا للتميز في وزارة الدفاع (DoD) للوسائط الرقمية والوسائط المتعددة (D/MM) الطب الشرعي من خلال توجيه وزارة الدفاع 5505.13E ،  ويعمل كنقطة محورية تشغيلية لبرنامج الأمن السيبراني لقاعدة الدفاع الصناعية (DIB).  تعمل DC3 كوكالة تشغيل ميدانية (FOA) تحت إشراف المفتش العام لإدارة القوات الجوية .

## مهمة
تقديم خدمات جنائية رقمية ومتعددة الوسائط فائقة الجودة ، والتدريب التقني السيبراني ، ومشاركة نقاط الضعف ، وتطوير الحلول التقنية ، والتحليل السيبراني ضمن مجالات مهام وزارة الدفاع التالية: الأمن السيبراني وحماية البنية التحتية الحيوية ، وإنفاذ القانون ومكافحة التجسس ، واستغلال الوثائق والوسائط ، ومكافحة الإرهاب .  

## مختبر الطب الشرعي السيبراني
يقوم مختبر الأدلة الجنائية الإلكترونية بإجراء فحوصات الطب الشرعي الرقمية والوسائط المتعددة (D/MM) ، وإصلاح الأجهزة التالفة واستخراج البيانات التي يتعذر الوصول إليها بطريقة أخرى ، ويقدم شهادة الخبراء في الإجراءات القانونية لعملاء DC3. تدعم قدرة المختبر القوية على تحليل التسلل والبرامج الضارة أنشطة وعمليات إنفاذ القانون ومكافحة التجسس والقاعدة الصناعية للدفاع. يعمل CFL أيضًا مع لجنة العمليات الإلكترونية للدفاع (التي تتكون من منظمات التحقيق الجنائي للدفاع ومنظمات مكافحة التجسس التابعة للإدارة العسكرية) لتطوير المتطلبات ووضع معايير للتحقيقات الرقمية مع ظهور التقنيات الجديدة وتطورها. CFL هو مختبر معتمد بموجب ISO 17025 من قبل مجلس الاعتماد الوطني ANSI ، وتخضع عملياته لرقابة صارمة على الجودة ومراجعة الأقران. ينتج CFL نتائج صحيحة وموثوقة ، بناءً على الشروط والطرق القابلة للتكرار.
- فحوصات الطب الشرعي الرقمية والوسائط المتعددة (D / MM)
- إصلاح الجهاز
- استخراج البيانات
- شهادة خبير لعملاء DC3

## أكاديمية التدريب السيبراني
تتمثل مهمة مركز الجريمة السيبرانية التابع لوزارة الدفاع – أكاديمية التدريب السيبراني في تصميم وتطوير وتقديم أعلى جودة ممكنة في التدريب السيبراني لموظفي وزارة الدفاع. منذ عام 1998 ، لعبت لجنة مكافحة الإرهاب دورا أساسيا في تدريب منظمات التحقيق الجنائي الدفاعية ، ومنظمات مكافحة التجسس التابعة للإدارة العسكرية ، وقوات المهام السيبرانية ، وفرق الحماية السيبرانية ، وفرق الدفاع عن المهام ، والعديد من الكيانات الأخرى عبر مؤسسة وزارة الدفاع الكبرى. "تقدم لجنة مكافحة الإرهاب أكثر من 30 دورة تدريبية فريدة من نوعها في الفصول الدراسية ، عبر الإنترنت ، والتدريب الإلكتروني الافتراضي بقيادة المدرب لكل من الأفراد والمنظمات داخل وزارة الدفاع المكلفة بحماية أنظمة المعلومات الدفاعية من الاستخدام غير المصرح به ، والأنشطة الإجرامية والاحتيالية ، وجهود الاستخبارات الأجنبية/مكافحة التجسس." - كتا

## تطوير الحلول التقنية
تطوير الحلول التقنية (TSD) الخياطين البرمجيات المبتكرة وحلول النظام هندسيا لمتطلبات محددة من فاحصي الطب الشرعي الرقمي ومحللي التسلل السيبراني. تقوم إدارة الدعم التقني بالتحقق من أدوات الطب الشرعي الرقمية من المجالات التجارية الجاهزة ، والمجالات الحكومية الجاهزة ، والمجالات مفتوحة المصدر لضمان ملاءمتها وإمكانية استنساخها فيما يتعلق بالاستخدام المتوقع. بالتنسيق مع شركائها المتعاونين ، TSD :
- يقود الطريق من خلال تحديد التقنيات والأدوات الجديدة ذات الصلة والبحث فيها وتقييمها بشكل استباقي
- يشارك بنشاط في تطوير معايير الصناعة ، بما في ذلك زيادة معلومات التهديد المهيكلة (STIX) والتحليل القياسي للتحليل السيبراني (CASE)
- يشارك الأدوات المطورة داخليًا مع شركاء إنفاذ القانون الفيدراليين والولائيين والمحليين
- يحافظ على مستودع أدوات التجسس المضاد (CITR) ، وهو مستودع للأدوات المصنفة وغير المصنفة التي تدعم الطب الشرعي الرقمي واحتياجات مكافحة التجسس. [9]

## الأمن السيبراني لبنك دبي الإسلامي
بيئة تبادل المعلومات التعاونية بين وزارة الدفاع والقاعدة الصناعية الدفاعية-تعد الدائرة المركز التشغيلي لبرنامج الأمن السيبراني للقاعدة الصناعية الدفاعية التابع لوزارة الدفاع ، والذي يركز على حماية الملكية الفكرية وحماية محتوى وزارة الدفاع المقيم على شبكات المقاول غير المصنفة أو العابر لها. توفر شراكة الأمن السيبراني بين القطاعين العام والخاص بيئة تعاونية لمشاركة التهديدات من مصادر جماعية على المستويين غير المصنف والمصنف. توفر دي سيسي تحليلات المرونة السيبرانية لشركات المقاول الدفاعي الذي تم تطهيره وتوفر قدرات لا مثيل لها في مجال الأمن السيبراني كخدمة. ويقوم المركز بتحليل التهديدات السيبرانية وتشخيصها ، ويقدم استراتيجيات التخفيف والعلاج ، ويوفر أفضل الممارسات ، ويجري تبادلات بين المحللين والمشاركين في بنك دبي الإسلامي تتراوح في الحجم من الشركات الصغيرة إلى الشركات الصغيرة الحجم.

## تمكين العمليات
إدارة تمكين العمليات (OED) تتمثل المهمة والتركيز الرئيسي لمكتب التنفيذ التنفيذي في تضخيم آثار تحقيقات وعمليات إنفاذ القانون ومكافحة التجسس على مستوى وزارة الدفاع (LE / CI) ، وبالتالي تأثيرات مجتمع الاستخبارات الأمريكي بشكل عام. تشمل هذه التهمة:
1. إجراء تحليل فني وخبير لجميع المصادر (نتج عنه طرح أكثر من 493 منتجًا في السنة المالية 21) يركز على مواجهة تهديدات الاستخبارات الأجنبية لوزارة الدفاع والحكومة الأمريكية ككل
2. دمج التقنيات المتباينة والناشئة لتعزيز التعاون وقابلية التشغيل البيني والقدرات الجماعية لوزارة الدفاع ومجتمعات الاستحواذ والأمن السيبراني
3. توفير رقابة مركزة والتكامل مع LE / CI ومجتمعات الاستخبارات من خلال ضباط الاتصال وتضمينها مع:
  - مركز إدارة دورة حياة القوات الجوية (AFLCMC)
  - المخابرات العسكرية للجيش
  - القيادة الإلكترونية الأمريكية
  - وكالة الأمن ومكافحة التجسس الدفاعي (DCSA)
  - مكتب التحقيقات الفدرالي
  - فرقة العمل الوطنية للتحقيقات الإلكترونية (NCIJTF) [11]

## الإفصاح عن نقاط الضعف
تتمثل مهمة DoD VDP في العمل كنقطة محورية واحدة لتلقي تقارير الثغرات الأمنية والتفاعل مع باحثي الأمن السيبراني من المصادر الجماعية الذين يدعمون DoDIN.1 وهذا يحسن دفاعات الشبكة ويعزز ضمان المهمة من خلال تبني مورد تم التغاضي عنه سابقًا ، ولكنه لا غنى عنه: باحثو القبعة البيضاء من القطاع الخاص. في يناير 2021 ، تم توسيع نطاق DoD VDP رسميًا من مواقع الويب العامة إلى جميع أنظمة المعلومات المتاحة للجمهور في جميع أنحاء وزارة الدفاع. هذا يوسع الحماية لسطح هجوم وزارة الدفاع ويوفر ملاذًا آمنًا للباحثين مع توفير المزيد من أمان الأصول والتكنولوجيا. يعتمد نجاح البرنامج فقط على خبرة ودعم مجتمع الباحثين الأمنيين ، ويساهم نجاح البرنامج في الأمن العام لوزارة الدفاع. 

## أنظر أيضا
قسم القوات الجوية
- المفتش العام لدائرة القوات الجوية
- قائمة وكالات التشغيل الميدانية للقوات الجوية الأمريكية

منظمات التحقيق الجنائي العسكري
- مكتب التحقيقات الخاصة بالقوات الجوية (AFOSI)
- قيادة التحقيقات الجنائية بالجيش الأمريكي (USACIDC أو CID)
- مكافحة التجسس في جيش الولايات المتحدة (USAI أو CI)
- خدمة التحقيقات الجنائية البحرية (NCIS)
- دائرة التحقيقات الجنائية للدفاع (DCIS)
- خدمة تحقيق خفر السواحل (CGIS)

تطبيق القانون الفيدرالي
- مراكز تدريب إنفاذ القانون الفيدرالية
- فرقة عمل التحقيق الجنائي (CITF)
- فريق العمل المعني بجرائم الإنترنت ضد الأطفال (ICAC)

## روابط خارجية
- صفحة ويب DC3 الرسمية
- صفحة الويب الرسمية USAF IG